# 댐데프
댐데프는 대한민국의 가수다. 2016년 싱글 《Do It》으로 데뷔했다.

## 방송
- 쇼미더머니 777 (2018) - Top60